# Der Nachsommer

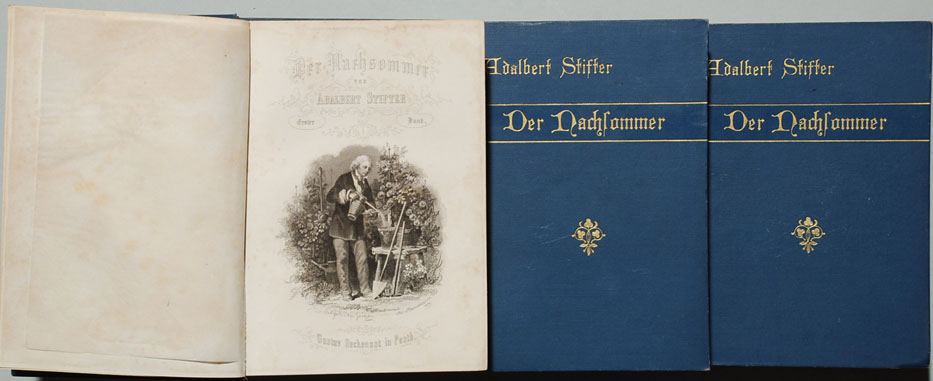
Erstdruck 1857

Der Nachsommer mit dem Untertitel Eine Erzählung (1857) ist ein Roman in drei Bänden von Adalbert Stifter. Das Werk gehört zu den großen Bildungsromanen des 19. Jahrhunderts. Beschrieben wird ein idealisierter, vom Leben abgeschirmter, teilweise synthetischer Weg eines jungen Menschen in das Erwachsenwerden.

## Inhalt
Stifter erzählt im Nachsommer eine Bildungs-, Liebes- und Familiengeschichte. Darin sind die Lebensverläufe zweier spiegelbildlich aufeinander bezogener Paare so ineinander verschlungen, dass das jüngere Paar Erfüllung findet, wo das ältere nur einen Nachsommer erlebt. Die Negativerfahrungen des älteren Paares schaffen Einsicht, Orientierung und materielle Bedingungen als Voraussetzung für das gelingende Leben der Jüngeren.

### Kapitelübersicht

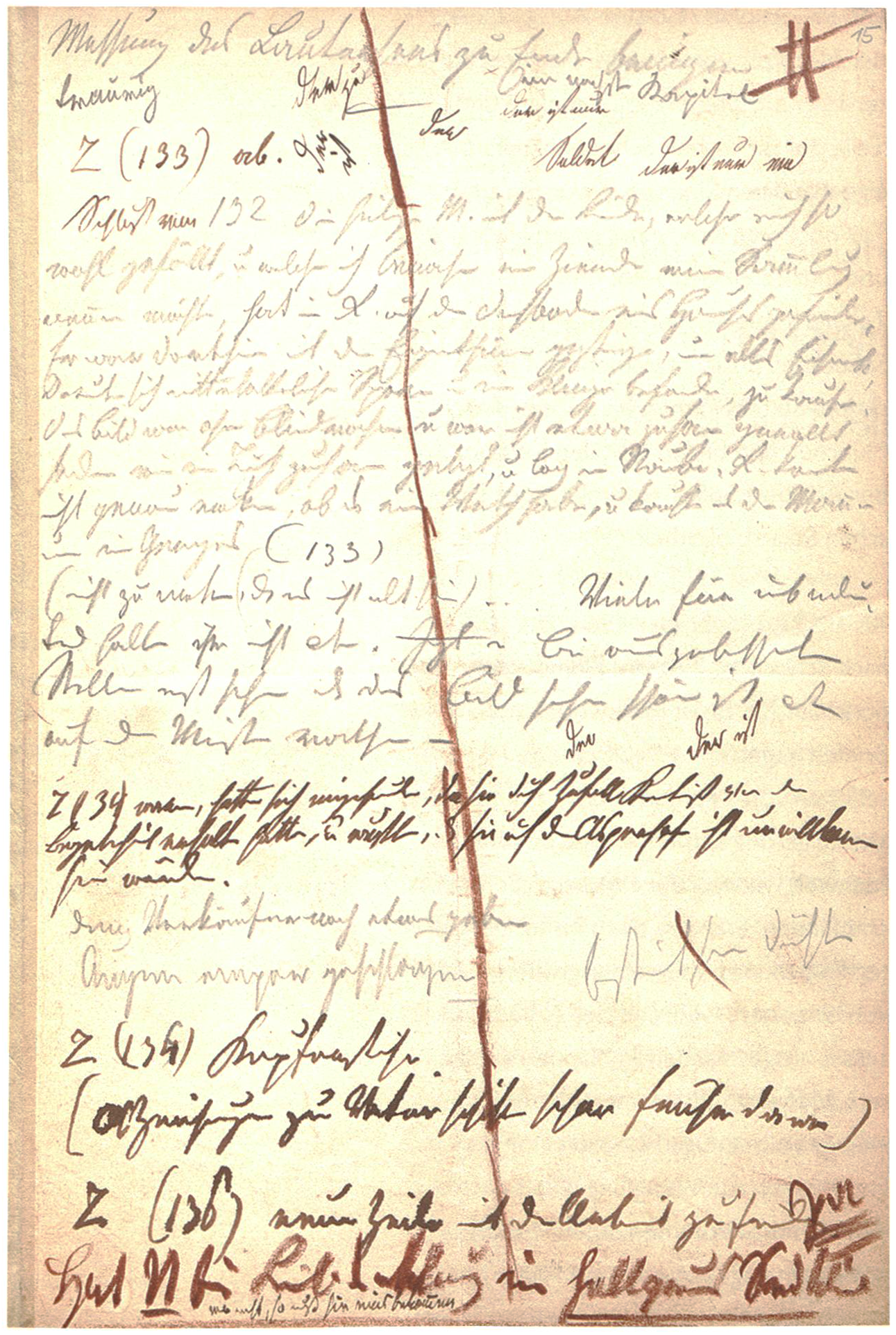
Notizen und Anmerkungen Stifters, mit denen er während des Schreibens den Stoff organisierte

Erster Band
Die Häuslichkeit
Der Wanderer
Die Einkehr
Die Beherbergung
Der Abschied
Der Besuch
Die Begegnung
Zweiter Band
Die Erweiterung
Die Annäherung
Der Einblick
Das Fest
Der Bund
Dritter Band
Die Entfaltung
Das Vertrauen
Die Mitteilung
Der Rückblick
Der Abschluss

### Inhalt des ersten Kapitels
Im ersten Kapitel des ersten Bandes, Die Häuslichkeit, beschreibt der Ich-Erzähler Heinrich Drendorf, der Name wird erst III,5 genannt, sein Heranwachsen in der nicht benannten „Stadt“, nach Meinung der Interpreten Wien. Seine Familie bewohnt anfangs zur Miete die erste Etage eines Stadthauses: „Wir hatten in der Wohnung jedes ein Zimmerchen“ (9), später ein eigenes Haus mit Garten in der Vorstadt. Der vielbeschäftigte Vater, der sich, aus einfachen ländlichen Verhältnissen stammend, vom Angestellten zum Eigentümer eines erfolgreichen Handelsgeschäftes hochgearbeitet hat und nur selten „einen Augenblick abkargen“ (10) kann zu müßiger Betrachtung, ermöglicht seinem Sohn wie auch der Tochter Klotilde eine ihm selbst versagte, am Menschenbild der idealistischen Philosophie orientierte Erziehung, und zwar mit einer ruhigen Strenge, die auch die Mutter, „eine freundliche Frau“ (11), aus „Furcht vor dem Vater“ nicht zu durchbrechen wagt. Schon zu Beginn scheint hier in der Person des Vaters, der im Laufe seines Lebens eine Bibliothek und eine kleine Kunstsammlung angelegt hat und bei dem „kein Zimmer die Spuren des unmittelbaren Gebrauches zeigen“ (10) darf, eine Vorstellung von Ordnung hindurch, die nach dem antiken Leitsatz unum est verum pulchrum et bonum Schönheit und Sittlichkeit eng aneinander bindet – wenngleich dies immer wieder, sei es beabsichtigt oder unbeabsichtigt, von den Anklängen des kaufmännischen Pragmatismus durchbrochen wird:
„Als wir nach und nach heran wuchsen, wurden wir immer mehr in den Umgang der Eltern gezogen, der Vater zeigte uns seine Bilder, und erklärte uns manches in denselben. Er sagte, daß er nur alte habe, die einen gewissen Werth besitzen, den man immer haben könne, wenn man einmal genöthigt sein sollte, die Bilder zu verkaufen.“ (15).
Auch wird hier schon ersichtlich, dass die Besinnung auf das Alte der Bildung förderlich sei, wie dann folgend die Kunstbetrachtung einer Naturbetrachtung gleicht, wenn der Vater ausführt, dass zu einem gelungenen Werk Bewegung gehöre, dann aber in der „Bewegung doch wieder eine Ruhe herrsche“ und „Ruhe in Bewegung […] die Bedingung eines jeden Kunstwerkes“ (ibd.) sei, womit sich die Grundlegung der künstlerischen Ästhetik in der Rezeption der Schöpfung schon andeutet.
So lässt mit der sittlichen Reifung Heinrichs auch die Strenge der väterlichen Erziehung nach, weicht einer Forderung von Verantwortung im allmählichen Übertrag der Verwaltung der Rente (die dem Erbe von Heinrichs Großonkel entstammt) auf den Jungen und ermöglicht sogar eine Offenheit, diesen sein Ziel und seinen Sinn erst finden zu lassen, wo gesellschaftliche Konvention das Gegenteil forderte:
„[…] was die Leute meinem Vater übelnahmen [war], er hätte mir einen Stand, der der bürgerlichen Gesellschaft nützlich ist, befehlen sollen, damit ich demselben meine Zeit und mein Leben widme und einmal mit dem Bewußtsein scheiden könne, meine Schuldigkeit getan zu haben.“
„Gegen diesen Entwurf sagte mein Vater, der Mensch sei nicht zuerst der menschlichen Gesellschaft wegen da, sondern seiner selbst willen. Und wenn jeder seiner selbst willen auf die beste Art da sei, so sei er es auch für die menschliche Gesellschaft. Wen Gott zum besten Maler auf dieser Welt geschaffen hätte, der würde der Menschheit einen schlechten Dienst tun, wenn er etwa ein Gerichtsmann werden wollte.“ Da Gott „'es schon so [lenke], dass die Gaben gehörig verteilt sind, so dass jede Arbeit getan wird, die auf Erden zu tun ist“, solle jeder „seinem innern Drang“ folgen, „der einem zu einem Dinge führt.“ (17). Ähnlich äußert sich später Heinrichs Mentor Risach: „[J]e größer die Kraft [der Anlage] ist, um so mehr glaube ich wirkt sie nach den ihr eigentümlichen Gesetzen, und das dem Menschen innewohnende Große strebt unbewusst der Äußerlichkeiten seinem Ziele zu, und erreicht desto Wirkungsvolleres, je tiefer und unbeirrter es strebt.“ (III,2)
Die Offenheit, die hier der Entwicklung des Sohnes gegeben wird, ist gleichermaßen von Anklängen eines Gedankens der Entelechie wie Prädestination bestimmt, wie auch denen der Nützlichkeit und Ordnung. Gerade vor denen, die behaupten, „sie seien zum Wohle der Menschheit Kaufleute, Ärzte, Staatsdiener geworden“ (18) aber ist zu warnen, denn „in den meisten Fällen ist es nicht wahr“, hatten diese doch vielmehr oft nur „Geld und Gut“ im Sinn, als das beschworene Gemeinwohl. Das Gute aber ist nicht nur von diesen, sondern von jedweden Zwecken frei:
„Gott hat uns auch nicht bei unseren Handlungen den Nutzen als Zweck vorgezeichnet, weder den Nutzen für uns, noch für andere, sondern er hat der Ausübung der Tugend einen eigenen Reiz und eine eigene Schönheit gegeben, welchen Dingen die edlen Gemüter nachstreben. Wer Gutes tut, weil das Gegenteil dem menschlichen Geschlechte schädlich ist, der steht auf der Leiter der sittlichen Wesen schon ziemlich tief.“ (19).
Damit ist im ersten Kapitel das Programm des Romans schon gegeben. Die natürliche Ordnung, die nicht aus dem Zwang der Gesellschaft, sondern aus dem rechtschaffenen Menschen heraus sich bildet, schafft Sittlichkeit und Schönheit in einem – jedoch nicht als letztes vollkommenes Ergebnis, sondern in der Bewegung der lebenslangen Reifung, der zugesellt ist die ebenso notwendige Ruhe der Verinnerlichung.

### Heinrichs Entwicklung und der Rosenhof
Heinrich erweitert seine theoretischen Kenntnisse um Erfahrungsbereiche der arbeitenden Menschen und der Natur: Er studiert die landwirtschaftlichen, handwerklichen und industriellen Techniken und Produktionswege von den Materialien zu den Produkten und erforscht auf Wanderungen im Stadtumland und dann im Hochgebirge Pflanzen, Tiere und Gesteine, zeichnet sie und vergleicht die vielfältigen Formen mit den wissenschaftlichen Klassifikationen. Beim Blick von den Hohen Bergen fallen ihm die strukturellen Ähnlichkeiten mit mikroskopisch kleinen Gebilden auf, etwa den Eiskristallen auf einer Fensterscheibe, und er hat das „Bestreben […] dem Entstehen dieser Erdoberfläche nachzuspüren und durch Sammlung vieler kleiner Tatsachen an den verschiedensten Stellen sich in das große und erhabene Ganze auszubreiten“ (I,2). Als er vor einem Gewitter Schutz sucht, locken ihn die voll erblühten Rosen an einer Hauswand in den Asper- respektive Rosenhof, wo ihn der ältere Besitzer, der Gastfreund, freundlich aufnimmt. Dessen Name, Gustav Freiherr von Risach, hört er I,5 von Dorfleuten und erst III,3 persönlich von ihm. Durch regelmäßige Besuche im Rosenhaus vertieft sich die Beziehung, und der Gastfreund wird zu Heinrichs Mentor und Vorbild.
Der gebildete und vielseitig interessierte Gutsherr, Sammler, Naturforscher hat vor Jahren den alten Aspermeierhof erworben und nach ökologischen Gesichtspunkten zu einem gut organisierten, effektiven landwirtschaftlichen Betrieb ausgebaut und ein „gesegnetes ein von Gott beglücktes Land“ geschaffen. Am Beispiel der Wetterprognose zeigt er dem Besucher, dass die Menschen durch genaue Naturbeobachtungen von Insekten, Vögeln, Pflanzen usw. über die technischen Messinstrumente hinaus Erkenntnisse gewinnen können, da „jedes Wissen Ausläufe hat, die man oft nicht ahnt“ und dass „man die kleinsten Dinge nicht vernachlässigen soll, wenn man auch noch nicht weiß, wie sie mit den größeren zusammenhängen“. Dieses Natursystem nutzt er und versucht es zu optimieren, z. B. durch Bodenveredelung, Anpflanzung dazu passender Pflanzen, die als Nahrung für Insekten und für Vögel dienen. Voraussetzung des Erfolgs ist die gewissenhafte Arbeit und der sorgfältige Umgang: „Den Wert dieser Pflanzen kann keiner vollständig ermessen, als der sie pflegt“. Neben dem Bauernhof hat Risach das „Schreinerhaus“ aufgebaut: eine Restaurierungswerkstatt für alte Möbel und Geräte mit einer Sammlung von Bauplänen und Ornamentzeichnungen des Meister Eustach. Dessen Bruder Roland durchstreift die ländlichen Gebiete und kauft im Auftrag Risachs altes restaurierungswürdiges Kunsthandwerk auf, um diese Werte vor dem Verfall zu erhalten. Denn es „wohnt in den alten Geräten […] ein Reiz des Vergangenen und Abgeblühten, der bei dem Menschen, wenn er in die höheren Jahre kömmt, immer stärker wird. Darum sucht er das zu erhalten, was der Vergangenheit angehört, wie er ja auch eine Vergangenheit hat […] Alte Gewohnheiten haben etwas Beruhigendes, sei es auch nur des Bestehenden und immer Geschehenen“ (I,4).
Der Gastfreund hat in einer tempelartigen Ausgestaltung auf der zentralen Marmortreppe seines Hauses eine Mädchenskulptur aufgestellt, die er auf einer Italienreise in Gerümpel gefunden und alsbald erworben hat und die sich zuhause, gereinigt und poliert, als ein marmornes antikes Kunstwerk entpuppt. Ziemlich genau in der Mitte der Erzählung berichtet Heinrich – wiederum ist ein Gewitter im Spiel – von einem Erweckungserlebnis vor diesem Mädchenbildwerk, das ihm den Zugang zur Kunst eröffnet und in dem sich zugleich seine erwachende Liebe zu Natalie, der Tochter von Risachs Freundin Mathilde, spiegelt. In Heinrichs Phantasien verschmelzen die Statue und Natalie und auch eine dritte Gestalt, Nausikae, die ihm bei seiner Odysseelektüre lebendig wird: „Die Stirne, die Nase, der Mund, die Augen, die Wangen hatten […] das Freie, das Hohe, das Einfache, das Zarte und doch das Kräftige, welches auf den vollständig gebildeten Körper hinweist, aber auch auf einen eigentümlichen Willen und eine eigentümliche Seele […] Natalie stammte also gleichsam aus dem Geschlechte, das vergangen war, und das anders und selbstständiger war als das jetzige“ (I,7).

### Heinrich und Natalie
Regelmäßig zur Rosenblüte kommen Natalie und Mathilde von ihrem nahe gelegenen Schloss, dem Sternenhof, ins Rosenhaus, wo auch Heinrich immer wieder Station macht. Vor den voll erblühten Rosen an der Wand des Herrenhauses geschieht – meditative Einkehr vor den Blumen – eine zeremonielle Aufstellung, in die auch Heinrich eingereiht wird, ohne noch um deren Bedeutung zu wissen. Erst in III,4, im Rückblick, erzählt ihm Risach von seiner unglücklich verlaufenden Jugendliebe, die sich erst im Alter verwirklicht hat. Allmählich, unter der wissenden, aber sich nicht einmischenden Begleitung von Risach und Mathilde, im Bannkreis der Rosen, vertieft und festigt sich die Liebe zwischen Heinrich und Natalie, die beide lange in sich verschließen.
Das wechselseitige Liebesgeständnis bricht hervor, als sich die beiden eines Tages – Heinrich ist Gast auf dem Sternenhof – in einer Grotte begegnen, die Mathilde auf ihrem Landsitz angelegt hat. Die dort aufgestellte Brunnennymphe ist in das vielfältige Beziehungsspiel eingebunden, das die Erzählung mit den weiblichen Gestalten in Bezug auf die handelnden Personen treibt. Vor dem Bild offenbaren Heinrich und Natalie im Gespräch über das Marmorgestein, die Edelsteine und vor allem über die elementare Bedeutung von „Wasser […] als das bewegte Leben des Erdkörpers wie die Luft sein ungeheurer Odem ist“ (II,5) ihre Seelengemeinschaft und schwören einander ewige Liebe. Sie machen aber eine Eheschließung von der Zustimmung der Eltern abhängig, die jedoch für den Leser aus ihrer Kenntnis der Eltern nicht fraglich ist. Die Liebesgeschichte Heinrichs und Natalies endet mit der Heirat.
Bevor Heinrich für diese Bindung reif ist, führt ihn der Gastfreund in sieben Wanderjahren zwischen Stadt und Land immer mehr in seine Kulturarbeit ein. Sie erstreckt sich gleichermaßen auf die umgebende Natur und Landschaft, in der er als Gutsherr einen ökologischen Landanbau betreibt, wie auf die ästhetisierende Ausgestaltung des Lebensraums mit dem Haus als Mittelpunkt. Die im Wesentlichen sammelnde und restaurierende Kunsttätigkeit folgt einem umfassenden Verschönerungsprogramm, das sich etwa auf die Renovierung von Kirchen und Altären der Gegend ebenso richtet wie auf die Herstellung von Geräten des täglichen Gebrauchs für den Asper- und Sternenhof. Neben der Teilhabe an Risachs Aktivitäten vertieft sich Heinrich in Werke der Kunst und studiert die großen Autoren aus Naturwissenschaft, Geschichte und Literatur, zu deren Verständnis ihm Risach ausführliche Kommentare liefert.
Auf seinen sich immer mehr in höhere Bergregionen ausdehnenden Exkursionen versucht Heinrich zeichnend, sammelnd, messend, Hypothesen bildend immer genauer in die ihm zugänglichen Formationen der Erde einzudringen und ein dokumentiertes Abbild der Landschaft mit ihren Seen und Gebirgszügen zu erstellen. Seine Erforschungen gipfeln in der winterlichen Besteigung eines Gletschers. Er beobachtet einen Sonnenaufgang, dessen großartige Beschreibung vom Übergang eines naturwissenschaftlichen Zugangs zur Natur zu einem transzendentalen zeugt.

### Rückblick
Nachdem Heinrich, wie er sagt, auch noch die Weihe dieser Unternehmung auf sich genommen hat, darf er in die Zeichenhaftigkeit der Rosenwand eingeweiht werden. In der „Mitteilung“ und dem „Rückblick“, den vorletzten Kapiteln, erzählt Risach seinem Adepten die tragische Vorgeschichte der Nachsommerwelt gleich einer Initiation, die Heinrich die Stiftungsereignisse des Rosenzeremonials nachvollziehen und nacherleben lässt und ihn darin für die endgültige Aufnahme in den adoptierten Familienverband Risachs vorbereitet.
Risach erzählt, wie er, Waise aus bescheidenen Verhältnissen, als junger Hauslehrer auf das Anwesen Heinbach kommt, wo er Alfred, den Sohn der begüterten Familie Makloden, erziehen und unterrichten soll. Zwischen Mathilde, der älteren Schwester Alfreds, und Risach entwickelt sich, unbemerkt von den Eltern Mathildes, eine leidenschaftliche Zuneigung. Wie von einer fremden Macht eingegeben gestehen sie sich eines Tages ihre Liebe und schwören einander, sich auf ewig anzugehören. Lange Zeit halten sie ihre keusche Liebe geheim. Als sich schließlich Risach der Mutter Mathildes offenbart, beginnt etwas, das Risach mit dem Unheil in der antiken Tragödie vergleicht. Die Eltern des Mädchens haben zwar ein gewisses Verständnis, bemängeln aber die lange Geheimhaltung. Aufgrund des geringen, aus ihrer Sicht unbeständigen Alter der Tochter und des noch fehlenden Berufes von Gustav verlangen sie, dass der Liebesbund vorerst aufgelöst werden und er abreisen solle. Die Eltern wären aber für eine Heirat unter günstigeren Umständen in einigen Jahren offen. Risach unterwirft sich der Entscheidung der Eltern und lässt sich von der Mutter dazu bewegen, das Gebot der Eltern Mathilde mitzuteilen.
Das Mädchen ist fassungslos, empört, zutiefst getroffen. Sie hätte den Widerspruch Gustavs gegen das Verbot der Eltern erwartet, empfindet sein Verhalten als einen ungeheuerlichen Liebesverrat und erklärt die Bindung für beendet. Die dramatische Szene des Bruchs spielt vor einer Rosenhecke im Garten von Heinbach. Mathilde ruft in einem leidenschaftlichen Ausbruch die tausend blühenden Rosen als Zeugen für eine Liebe auf, die sie für unzerstörbar hielt. In maßlosem, stummem Schmerz greift Risach in die Rosenzweige, presst die Dornen in seine Hand und lässt das Blut an ihr niederrinnen. Später heiratet Mathilde den Grafen Tarona und hat mit ihm zwei Kinder, Natalie und Gustav.
Risach verlässt Heinbach und ist versucht, seinem Leben ein Ende zu machen. Der Gedanke an seine verstorbene Mutter hält ihn jedoch davon ab. Nach langer Trauer tritt er in den Staatsdienst ein, stürzt sich in die Arbeit, macht dort Karriere, gewinnt Ansehen und Vermögen, wird in den Adelsstand erhoben, heiratet in einer Vernunftehe eine reiche Frau und beerbt sie nach ihrem frühen Tod. Zu Reichtum gelangt, kündigt er seine Stellung vorzeitig auf. Trotz großen Ansehens im Staatsdienst war er mit seiner Arbeit unzufrieden, denn er spürte in sich eher das künstlerische Gestaltungsvermögen z. B. eines Baumeisters. Schon als Kind war er gern der Herr seiner Handlungen und ihn interessierten sinnlich wahrnehmbare Vorgänge mehr als abstrakte Systeme. Zwar ist er kein Künstler, aber er sieht sich als Bewahrer der „reinen Kunst“ gegenüber Werken, „die Sinneslust und Laster“ darstellen, wie sie unkultivierte Menschen schätzen. Als „Priester“ verzögert er „den Schritt des Unheils, wenn der Kunstdienst zu verfallen beginnt“, und trägt, „wenn es nach der Finsternis wieder hell werden soll, die Leuchte voran“ (III,3). Er erklärt Heinrich, die gesellschaftlichen Verhältnisse seien so geworden, dass immer mehr Menschen in der Maschinerie, die sich zur allgemeinen Bedürfnisbefriedigung entwickelt habe, ihr wahres Wesen verfehlten. So sei auch er gescheitert, danach zu handeln, was „die Dinge nur für sich forderten, und was ihrer Wesenheit gemäß war.“
Der Freiherr erwirbt den Asperhof und beginnt dort seine „dem Wesen der Dinge“ verpflichtete Tätigkeit. Eine Wand seines Hauses bepflanzt er mit den jährlich in allen Farben erblühenden Rosen als ein Denkzeichen des Unheils und zugleich als ein Bild von Überwindung und Erneuerung.
Eines Tages steht Mathilde vor ihm vor der Rosenwand. Es kommt zu einer tränenreichen Versöhnung. Beide sind nach Ehen, die sie aus Konvention eingingen, und nach dem Tod ihrer Partner wieder allein und erneuern ihre Verbindung. Mathilde übergibt Risach, der kinderlos geblieben ist, den jüngeren Sohn Gustav, dem sie seinen Vornamen gegeben hat, zur Erziehung und erwirbt in der Nachbarschaft den Sternenhof, den sie mit Risachs Hilfe renoviert und einrichtet. Ebenso wie Risachs Gutshaus ist Mathildes Schloss eine Symbiose aus Natur und Kultur. Bei der Besichtigung der Räume hat Heinrich dies erfahren: „Man konnte [die Zimmerfluchten] entlang schreiten, von angenehmen Gegenständen umgeben sein, und die Kälte oder das Ungestüm des Wetters oder Winters nicht empfinden, während man doch Feld und Wald und Berg erblickte. Selbst im Sommer konnte es Vergnügen gewähren, hier bei offenen Fenster gleichsam halb im Freien und halb in der Kunst zu wandeln“. Hier erklärt Risach ihm seine Auffassung einer Neugestaltung: „Die Geräte sind nach der Art entworfen worden, die wir vom Altertume lernten, […] aber so, dass wir nicht das Altertum geradezu nachahmten, sondern selbstständige Gegenstände für die jetzige Zeit verfertigten mit Spuren des Lernens an vergangenen Zeiten“ (I, 7).
Zwischen dem gealterten Paar entwickelt sich ein reger Besuch, die verschüttete Liebe erwacht aufs Neue zu einer nachsommerlichen, von der Risach erklärt, sie sei „vielleicht das Spiegelklarste“, „was menschliche Verhältnisse aufzuweisen haben,“ aber für Mathilde wäre eine Eheschließung zu schmerzlich und würde nicht ihrer besonderen Beziehungsgeschichte entsprechen.

### Ausgang der Erzählung
Die Erzählung endet mit der Zusammenführung der Familie Heinrichs und des Kreises um Risach und Mathilde. Mit ihrer Heirat erfüllen Heinrich und Natalie ein oberstes Postulat Risachs, die Begründung eines „grundgeordneten Familienlebens“, das derzeit mehr nottue als „Aufschwung Fortschritt, oder wie alles heißt, was begehrungswerth erscheint.“ „Auf der Familie ruht die Kunst die Wissenschaft der menschliche Fortschritt der Staat.“ 
Auf dem arbeitsreichen Leben der Eltern Heinrichs sowie den Entbehrungen und den traurigen Erfahrungen Gustavs und Mathildes, ihrem Verständnis für die Kinder, deren Bildung und Förderung sie als ihre zentrale Aufgabe ansehen, baut das Glück Heinrichs und Natalies auf, und mit dieser Idylle schließt der Roman.

## Leitsymbole
Mit dem „Nachsommer“ deckt Adalbert Stifter zwei wichtige Themen des Realismus, Literatur und Wissenschaft, ab. Im Folgenden wird speziell auf die Literatur eingegangen. „Der Nachsommer“ fungiert als Bildungs- und Erziehungsroman, sowohl im Hinblick auf naturwissenschaftliche Dinge als auch auf Charaktereigenschaften. Das Thema der Literatur wird größtenteils mit dem Aspekt der Liebe gefüllt, auf den nun weiter eingegangen wird.
Werden die zwei Liebesgeschichten miteinander verglichen, so lässt sich feststellen, dass die Verfehlung des gemeinsamen Lebens von Risach und Mathilde die Grundlage für ein harmonisches und funktionierendes Zusammenleben für Natalie und Heinrich bildet. Die Tragik zwischen Risach und Mathilde ist gewissermaßen eine Voraussetzung für das Glück der jungen Leute. Die unterschlagene Liebe von Mathilde und Risach ist nicht nur eine Grundlage für das Zusammenleben, sondern auch für die klare und harmonische Entwicklung Heinrichs und seines Lebensweges (Vgl. S. 31/Edmund Godde). In einem Brief erklärt Stifter selbst, dass „[die Liebesgeschichten] [] im Nachsommer nicht nur als eigentliche Liebesgeschichten [fungieren], sondern als weitere Grundlage für den bürgerlichen Bildungsroman“ (S. 117/Werner Welzig).
Leitmotive begleiten das Handlungsgeschehen, so dass man die Entwicklung des Geschehens durch die ganze Erzählung verfolgen kann. Die drei zentralen Leitsymbole sind die Rose, der Marmor und der Kaktus.

### Die Rose
Die Rose ist das Symbol der Liebesentwicklung, besser gesagt der Liebeshandlung zwischen Risach und Mathilde. Die Rose erscheint zum ersten Mal in Form eines Rosengartens in der Familie Heinbach, der Familie Mathildes. Von da an begleitet diese Pflanze Risach und Mathilde auf den wichtigsten Wegen und Handlungsschritten ihrer gemeinsamen Liebe. So steht einmal die Rose als Symbol des Abschiedes und der Trennung, als das Versprechen eines ewigen Bundes zwischen Risach und Mathilde durch den Einwand ihrer Eltern zerstört wird. Die Szene des Abschiedes spielt an der Rosenhecke: „Sie barg ihr Angesicht in den Rosen vor ihr, und ihre glühende Wange war auch jetzt noch schöner als die Rosen. Sie drückte das Angesicht ganz in die Blumen, und weinte so, daß ich glaubte, ich fühle das Zittern ihres Körpers“ (Bd. 3, S. 325). Das Zeichen der Rose kann daher im „Nachsommer“ auch als „traumatische Verlusterfahrung“ (S. 233 / Doerte Bischoff) erkannt werden. Denn durch die jährliche Wiederholung des Abblühens erlebt der Freiherr von Risach immer wieder das schmerzliche Gefühl, etwas zu verlieren, an das er sein Herz gehängt hat. Dadurch, dass die Rose das wichtigste Liebessymbol und Bindeglied von Risach und Mathilde ist, besitzt der Freiherr so viele Sträucher und versucht damit, die Verbindung auf einer abstrakteren Ebene wiederherzustellen. Ein andermal steht die Rose als Symbol der Vereinigung, als einander Mathilde und Risach vor der Rosenhecke, die um den Asperhof angelegt ist, wieder begegnen und nun zusammen bleiben. Wenn man der Rose nur ein einziges Symbol zusprechen darf, wird es das der Liebe sein, das bestätigen die Worte Mathildes bei dem Wiedersehen „und du liebst mich auch, das sagen die tausend Rosen vor den Mauern deines Hauses“ (S. 580/Wilhelm Goldmann Verlag (W.G.V.)). Ein Zeichen der Beständigkeit der Liebe des älteren Paares findet man auch im Buch, denn jedes Jahr zur Rosenblüte verweilt Mathilde mit ihrer Familie eine Weile im Asperhof. Es ist etwas Beständiges, ein Kreislauf, der sich jedes Jahr wiederholt.

### Der Marmor
Der Marmor wird im „Nachsommer“ nicht nur als ein außergewöhnlich wertvolles und beeindruckendes Gestein angesehen, sondern auch als Symbol der Existenz einer Beziehung zwischen Natalie und Heinrich. Daher ist es nicht verwunderlich, dass die Schlüsselszene ihrer Liebe in der Nymphengrotte stattfindet, in welcher sich beide vor der Marmorgestalt ihre Liebe gestehen. In erster Linie wird im „Nachsommer“ mit Marmor alles Schöne assoziiert. So wird häufig von den fein geschwungenen Linien gesprochen oder dem Licht, das den Marmor wunderschön, in seinem vollen Glanz erscheinen lässt. So wird auch die Schönheit Natalies von Heinrich mit einem Stück Marmor verglichen „Ich betrachtete Natalie […] Ich erkannte erst jetzt, warum sie mir immer so merkwürdig gewesen ist, ich erkannte es, seit ich die geschnittenen Steine meines Vaters gesehen hatte“ (S. 368/W.G.V.). Außerdem wird Marmor auch als Zeichen des väterlich-freundschaftlichen Bandes zwischen Risach und Heinrich verwendet, da Heinrich auf seinen Forschungsreisen „eines Tages [] ein Stück Marmor [fand] [und] beschloß [ss] diesen Marmor [seinem] Gastfreunde zum Geschenke zu machen“ (S. 171/W.G.V.)

### Der Kaktus
Der Kaktus steht als Symbol für die Liebesentwicklung von Heinrich und Natalie. Heinrich hegt von Grund auf eine Begeisterung für die Kakteen im Gewächshaus und bringt eines Tages den Cereus peruvianus in das Haus Risachs. Der Kaktus entwickelt sich quasi parallel mit dem Fortschreiten der Liebeshandlung zwischen Natalie und Heinrich und umso näher sie einer Familiengründung bevorstehen, desto vollendeter erscheint der Kaktus. Mit der Hochzeit und somit dem Beginn eines Familienglückes in Harmonie, blüht der Kaktus. Der blühende Kaktus steht somit für das Familienglück.

## Definition von Glück
Der Kaktus als letztes der drei Symbole wird als Harmonie für das Familienglück angesehen, doch was genau im Nachsommer unter Glück verstanden wird, definiert Frank Schweizer wie folgt: „Das Glück, welches unerschöpflich und damit gegenüber allem übrigen wesenhaft heterogen ist, erwächst aus der Liebe, aus dem Bunde Heinrichs mit Natalie. Nicht der Naturforscher Heinrich, auch nicht sein väterlicher Freund Risach, sondern der Organismus der Familie und der Generationen ist der eigentliche Gegenstand der Dichtung“ (Frank Schweizer). Außerdem beschreibt er, dass „Stifter[s] [] Novellenfiguren aufgrund seiner Affekttheorie glücklich oder unglücklich werden: derjenige, der sich an die Vernunft hält, wird belohnt und darf heiraten, derjenige, der dem Begehren nachgibt, bleibt ohne Frau und Kind. Die Familie ist das höchste zu erreichende Glück“ (S. 201; Frank Schweizer).
Diese Theorie bestätigt sich, wenn man den Verlauf der beiden Liebesgeschichten im Nachsommer betrachtet. Das Glück der ersten Liebesgeschichte scheitert also aufgrund des „Begehren[s] [dem man] nachgibt“; da sich Risach und Mathilde in jungen Jahren den Bund geschworen haben und diesen über eine längere Dauer heimlich aufrechterhielten, wurde Risach und Mathilde das Glück einer Familie und somit einer Ordnung (Familienordnung) nicht zuteil. Heinrich und Natalie jedoch waren vernünftig, indem sie die Erlaubnis der Familien einholen wollten – „Mein Freund, wir haben uns der Fortdauer und der Unaufhörlichkeit unserer Neigung versichert […] aber was nun geschehen […] wird, das hängt von unseren Angehörigen ab“ (S. 420/W.G.V.) – und einander versprachen, den Bund zu lösen, wenn ein Familienangehöriger etwas dagegen hätte, „wenn eines nein sagt, und wir es nicht überzeugen können, so wird es Recht haben […] aber wir dürfen uns dann nicht mehr sehen“ (S. 420/W.G.V.). So dürfen die jungen Leute das Glück einer bevorstehenden Familiengründung genießen, da sie dem Verstand gehorcht haben, und werden so belohnt. Mit der Heirat zu Natalie endet das Buch und somit ist auch das Ziel des Buches erreicht. Das Buch ist eine Lebensgeschichte, die eine Entwicklung aufzeigt. Jeder Mensch entwickelt sich, nur eben nicht in die gleiche Richtung und mit diesem Lebensweg, so wie er im Buch verläuft, durch die Einflüsse des Vaters, Risachs, der Gesellschaft, der Beschäftigung mit der Natur und mit der Liebe zu Natalie wird das Ideal der Entwicklung aufgezeigt. Da der Entwicklungsroman mit der Heirat zu Natalie endet, kann man sagen, dass das Ideal der Entwicklung mit dem Glück eine harmonische, liebende Familie zu gründen und somit eine Ordnung in diesem Bereich zu schaffen, assoziiert wird. (S. 627/Ausgabe Stuttgart)

## Besonderheiten des Romans
Zum Umfeld: Das Biedermeier als Form der Romantik besinnt sich im Roman auf den einzelnen Menschen, zeigt Privates und beleuchtet das bürgerliche Leben. Nach den Repressionen der Karlsbader Beschlüsse durch Metternich spielen große politische Themen, die auf Änderungen der momentanen Lage abzielen, keine Rolle. Die Menschen waren zufrieden, wenn sie mit ihrem kleinen Leben vom Staat in Ruhe gelassen wurden. Eine frühe Form der Politikverdrossenheit? Der inneren Emigration?
Zum Inhalt: Wichtigster Punkt des Romans ist das zentrale Thema der Bildung. Herzensbildung im engeren Sinne, klassische Bildung mit Körperlehre, Seelenlehre, Denklehre, Sittenlehre, Rechtslehre, Geschichte und alten Sprachen, der Bildungsreise, wissenschaftlichem Interesse und einem universalistischen Ansatz, der in einem wohlmeinenden Dilettantismus endet. Wissenschaft ohne Wissenschaftlichkeit? Das lässt sich vielleicht damit erklären, dass das Ziel nicht die Naturerkenntnis, sondern eine Selbsterkenntnis war. Diese Selbsterkenntnis kam durch eine sinnvolle Beschäftigung zustande. Der Weg war auch hier das Ziel.
Zum Titel: Der „Nachsommer“ ist die Zeit des verlängerten Sommers ohne dessen Hitze, mit milden, sonnigen Tagen, aber noch ohne die Kühle der Herbstnacht. Im übertragenen Sinn ist es auch die Zeit des reifen Menschen, der die Höhe seines Lebens schon überschritten hat, ohne jedoch schon im Greisenalter zu stehen. Der Begriff „Nachsommer“ fällt zweimal im Roman durch den Gastfreund (wie Stifter den Gastgeber Risach des Ich-Erzählers in merkwürdiger Umkehrung des Verhältnisses nennt), dieser bezeichnet zum einen damit seinen jetzigen Lebensabschnitt, zum anderen erleben die Vögel einen Nachsommer, bei dem sie noch einmal die Freiheit genießen können, bevor sie im Winter das Land verlassen.
Ulrich Greiner führt dazu aus: […] Eines überraschenden Tages erscheint Mathilde und bittet ihn um Verzeihung. Beide sind sie nun schon alt – was immer das bedeutet, denn wenn man genauer nachrechnet, wird man darauf kommen, dass beider Alter irgendwo um die 50 liegen muss. […] Ihre späten Tage resümierend, sagt Risach über sich und Mathilde: „So leben wir in Glück und Stetigkeit gleichsam einen Nachsommer ohne vorhergegangenen Sommer.“
Namen: Stifter führt erst sehr spät die Namen seiner Hauptpersonen ein. Meistens umschreibt er die Personen durch ihre Funktion: der Vater, die Mutter, die Schwester, der Gastfreund, die Fürstin, der Gärtner, der Zitherspieler. Vorsichtig nähert er sich der Benennung mit den Vornamen der wichtigsten Personen: Mathilde, Natalie, Gustav, Eustach, Roland und Klotilde. Der Ich-Erzähler bezeichnet sich erst spät als Heinrich Drendorf, sein Gastgeber, der Freiherr von Risach, bleibt bis auf Andeutungen namenlos bis fast zum Schluss. Warum benennt Stifter nicht die Personen seines Romans? Vielleicht geht es ihm nicht so sehr darum, dass die Leser sich von den Personen „ein Bild machen“, sondern vom Weg der Personen durch das Leben. Die verschlungenen Pfade entwirren sich und alles wird gut.
Idealisierung der Liebe: Der Roman enthält tragische und glückliche Liebesgeschichten. Trotzdem bleibt die Liebe immer „rein“ und keusch, die Liebenden sind schüchtern und „erröten“ auch nur beim Gedanken an die geliebte Person. Da erscheint ein Kuss als unbeherrschter Überschwang der Gefühle. Ruhe und (Selbst-)Beherrschung ist das Ziel der Liebe, nicht die Glückserfüllung der Emotion. Liebe ist nicht alltäglich, und die Liebenden denken nicht an das Morgen, ihre Wohnung, ihr Einkommen und schon gar nicht an Probleme, die sie durch ihr Verliebtsein für sich und andere schaffen. Dies gilt für beide zentralen Liebesgeschichten des Romans. In dieser idealisierten Liebesauffassung steht nicht die Erfüllung des Begehrens im Vordergrund, sondern das persönliche innere Wachsen an der Suche danach.
Humor: Der Roman ist nicht nur ernst. Stifter beschreibt an einigen Stellen augenzwinkernd heitere Szenen: Heinrich kommt nach Hause und hat seiner Familie eine wichtige persönliche Mitteilung zu machen, die ihn innerlich aufwühlt. „Hierauf waren sie beruhigt, und wie es ihre Art war, fragten sie mich nun nicht nach meinem Grunde.“ Oder Heinrich verreist mit seiner hübschen Schwester. Sobald sie am Gasthof angekommen sind, passiert folgendes: „Alle, die ein Ruder führen konnten oder geübt waren, ein Steigeisen anzulegen oder einen Alpenstock zu gebrauchen, kamen herzu und boten ihre Dienste an.“
Rosen: Rosen sind das Zeichen der Liebe in diesem Roman, und die Zeit der ersten Knospen bis zum vollen Erblühen gilt als die schönste Zeit des Jahres. Übertragen auf das Leben der Menschen lässt sich die Parallele zum Reifungsprozess ziehen, der in der vollen Entfaltung der Persönlichkeit besteht.
Das Sammeln: Das Sammeln ist im „Nachsommer“ eine zentrale Eigenschaft der Personen. Ob es um Pflanzen, Steine oder Gemälde geht, jede Person der Erzählung findet Gefallen an diesem „Hobby“. Es dient als Wissensaustausch und Bildungsmaxime, denn „[…] in einer Sammlung [gewinnen die Dinge] an Sprache und Bedeutung […]“. (S. 689 / Ausgabe Stuttgart) Das Sammeln ist ein Ausdruck von Respekt gegenüber den Dingen, die zum Vorschein kommen sollen. Durch diese Tätigkeit gewinnen die Gegenstände an Bedeutung und werden dem Leser durch die Beschreibung der Variationen und der Besonderheiten vor Augen geführt. Die Hingabe zu den „Dingen“, die das Sammeln ausmacht, macht den Menschen zu einem Leitbild für seine Umwelt. Adalbert Stifter hebt die Menschen, die nach diesem Vorbild in seiner Erzählung handeln, besonders hervor, dadurch gewinnen der Gärtner und der Zitherspieler an Bedeutung für die Handlung. Sie zeigen durch ihren Umgang mit den „Dingen“ in ihrem Arbeitsbereich, wie erfolgreich die Aufbringung von Respekt und Ehrfurcht vor der Natur und den Kunstdingen sein kann.
Die Kunst: Die Kunst spielt eine wesentliche Rolle im Alltag der Erzählung. Im „Nachsommer“ lassen sich außergewöhnlich viele Beschreibungen über Skulpturen, Gemälde und andere kunsthandwerkliche Gegenstände finden. Auf dem Asperhof gibt es einige Restaurationsstätten, in denen alte Geräte wiederhergestellt werden, um die Nutzungsdauer der Kunstgegenstände verlängern zu können. (Vgl. S. 92 f. / Ausgabe Stuttgart) Denn der Freiherr von Risach vertritt die Meinung, dass „über alle Kunstwerke, die jetzt noch sind, ein Schleier der Vergessenheit liegen“ (S. 109 / Ausgabe Stuttgart) wird.
Dass Kunst als etwas Vergängliches beschrieben wird, stellt den Bezug zum menschlichen Leben und der Natur her. Der Mensch, die Natur und die Kunst sind fest aneinander gebunden. Diese Tatsache lässt Adalbert Stifter immer wieder im „Nachsommer“ zum Vorschein kommen, der Leser erkennt seine Anmerkungen jedoch oft erst auf den zweiten Blick.
Eine besonders wichtige Hauptbotschaft Stifters an den Leser ist die Aufforderung zu mehr „Ehrfurcht vor den Dingen“. (S. 266 / Doerte Bischoff) Die „Dinge“ umfassen dabei alles, was den Menschen umgibt. Diese beinhalten auch Steine, Pflanzen oder Kunstgegenstände.

## Zitate
- „Glaubt nicht der größte Teil, daß der Mensch die Krone der Schöpfung sei? Und meinen die, welche aus ihrem Ich nicht herauszuschreiten vermögen, nicht, daß das All nur der Schauplatz dieses Ichs sei, selbst die unzähligen Welten des ewigen Raums dazugerechnet? Und dennoch dürfte es ganz anders sein.“
- „Der Meister sagte zu diesem Lobe nichts, sondern er senkte den Blick zu Boden, meinen Gastfreund aber schien mein Urteil zu freuen.“
- „Das Meer, vielleicht das Großartigste, was die Erde besitzt, nahm ich in meine Seele auf.“
- „Ich sah Völker und lernte sie in ihrer Heimat begreifen und oft lieben.“
- „Kein Dank, bis alles vorüber ist.“
- „Als ich ziemlich weit hinaus gekommen war, und mich in einem Theile des Landes befand, wo sanfte Hügel mit mäßigen Flächen wechseln, Meierhöfe zerstreut sind, der Obstbau gleichsam in Wäldern sich durch das Land zieht, zwischen dem dunkeln Laube die Kirchthürme schimmern, in den Thalfurchen die Bäche rauschen und überall wegen der größeren Weitung die das Land gibt, das blaue gezackte Band der Hochgebirge zu erblicken ist, mußte ich auf eine Einkehr denken.“

## Zitate zum „Nachsommer“
- Drei starke Bände! Wir glauben Nichts zu riskieren, wenn wir Demjenigen, der beweisen kann, daß er sie ausgelesen hat, ohne als Kunstrichter dazu verpflichtet zu sein, die Krone von Polen versprechen. Friedrich Hebbel, 1858.

- Wenn man von Goethes Schriften absieht und namentlich von Goethes Unterhaltungen mit Eckermann, dem besten deutschen Buche, das es gibt: was bleibt eigentlich von der deutschen Prosa-Literatur übrig, das es verdiente, wieder und wieder gelesen zu werden? Lichtenbergs Aphorismen, das erste Buch von Jung-Stillings Lebensgeschichte, Adalbert Stifters Nachsommer und Gottfried Kellers Leute von Seldwyla, – und damit wird es einstweilen am Ende sein. Friedrich Nietzsche, Menschliches, Allzumenschliches, 1878.

- Weshalb Adalbert Stifters „Nachsommer“ einer der großartigsten Romane deutscher Sprache bleibt. Ulrich Greiner in der Zeit, 2009[2]